# Nicholas Kemboi
Nicholas Kemboi Kipngeno (Kericho, 25 novembre 1983) è un ex mezzofondista e maratoneta keniota naturalizzato qatariota.

## Biografia
Nel 2003 piazzandosi in seconda posizione al Memorial Van Damme stabilì il terzo tempo di sempre sui 10000 m piani (26'30"03), dietro solamente all'allora detentore del record del mondo Haile Gebrselassie (che peraltro lo precedette anche nella gara in oggetto con un tempo di 26'29"22) ed al suo connazionale Paul Tergat. Anche nel corso dei due decenni successivi tale tempo è stato battuto da soli altri due atleti (Kenenisa Bekele e Joshua Cheptegei).
Tra il 2000 ed il 2007 ha gareggiato a più riprese con la nazionale keniota, partecipando anche ad un Mondiale; in seguito dal 2009 ha ottenuto il passaporto del Qatar ed in tale anno ha gareggiato a livello internazionale per tale Paese (non partecipando però ad eventi internazionali già a partire dall'anno successivo).

## Palmarès
| Anno                        | Manifestazione             | Sede      | Evento         | Risultato | Prestazione | Note |
| --------------------------- | -------------------------- | --------- | -------------- | --------- | ----------- | ---- |
| In rappresentanza del Kenya |                            |           |                |           |             |      |
| 2001                        | Mondiali di cross          | Ostenda   | Corsa U20      | 4º        | 25'52"      |      |
| 2001                        | Mondiali di cross          | Ostenda   | A squadre      | Oro       | 24 p.       |      |
| 2002                        | Mondiali di cross          | Dublino   | Corsa U20      | 7º        | 23'48"      |      |
| 2002                        | Mondiali di cross          | Dublino   | A squadre      | Oro       | 18 p.       |      |
| 2005                        | Mondiali                   | Helsinki  | 10000 m        | 9º        | 27'16"22    |      |
| 2005                        | Mondiali di mezza maratona | Edmonton  | Individuale    | 40º       | 1h06'04"    |      |
| 2005                        | Mondiali di mezza maratona | Edmonton  | A squadre      | 5º        | 3h09'32"    |      |
| 2006                        | Mondiali di cross          | Fukuoka   | Corsa seniores | 62º       | 38'14"      |      |
| 2006                        | Mondiali di cross          | Fukuoka   | A squadre      | Oro       | 24 p.       |      |
| 2006                        | Mondiali di mezza maratona | Debrecen  | Individuale    | dnf       | dnf         |      |
| 2007                        | Mondiali di cross          | Mombasa   | Corsa seniores | 120º      | 42'37"      |      |
| 2007                        | Mondiali di cross          | Mombasa   | A squadre      | Oro       | 29 p.       |      |
| In rappresentanza del Qatar |                            |           |                |           |             |      |
| 2009                        | Mondiali                   | Berlino   | 10000 m        | dnf       | dnf         |      |
| 2009                        | Campionati asiatici        | Guangzhou | 10000 m        | Argento   | 28'         |      |

## Campionati nazionali
2000
- Eliminato in batteria ai campionati kenioti, 5000 m piani - 13'48"1

2001
- Argento ai campionati kenioti juniores di corsa campestre - 24'26"

2002
- 4º ai campionati kenioti juniores di corsa campestre - 24'14"

## Altre competizioni internazionali
2002
- Argento al Giro Media Blenio ( Dongio) - 29'29"

2003
- 7º alla IAAF World Athletics Final ( Monaco), 5000 m piani - 13'24"89
- Argento al Memorial Van Damme ( Bruxelles), 10000 m piani - 26'30"03
- Argento al Weltklasse Zürich ( Zurigo), 5000 m piani - 13'01"14
- 4º alla Mezza maratona di Lisbona ( Lisbona) - 1h00'31"

2004
- 9º al Memorial Van Damme ( Bruxelles), 10000 m piani - 27'17"12
- 14º al Bauhaus-Galan ( Stoccolma), 5000 m piani - 13'19"65
- 9º all'ISTAF Berlin ( Berlino), 5000 m piani - 13'22"99

2005
- 4º al Memorial Van Damme ( Bruxelles), 10000 m piani - 26'51"87
- 7º all'ISTAF Berlin ( Berlino), 5000 m piani - 13'10"36
- 13º alla Doha Diamond League ( Doha), 3000 m piani - 7'50"99

2009
- Oro ai Campionati arabi di atletica leggera ( Damasco), mezza maratona - 1h07'09"
- Argento ai Campionati arabi di atletica leggera ( Damasco), 10000 m piani - 28'22"24

2010
- Oro all'USATF New York City Grand Prix ( New York), 1500 m piani - 3'33"29

2011
- Argento alla Maratona di Valencia ( Valencia) - 2h08'01"
- Bronzo alla Mezza maratona di Valencia ( Valencia) - 1h01'07"

2012
- 5º alla Maratona di Istanbul ( Istanbul) - 2h20'40"
- 12º alla Mezza maratona di Delhi ( Nuova Delhi) - 1h04'48"
- 19º alla World 10K Bangalore ( Bangalore) - 30'19"

2013
- Oro alla Maratona di Praga ( Praga) - 2h08'51"

2014
- 6º alla Maratona di Praga ( Praga) - 2h13'03"